# Komplexitätsreduktion

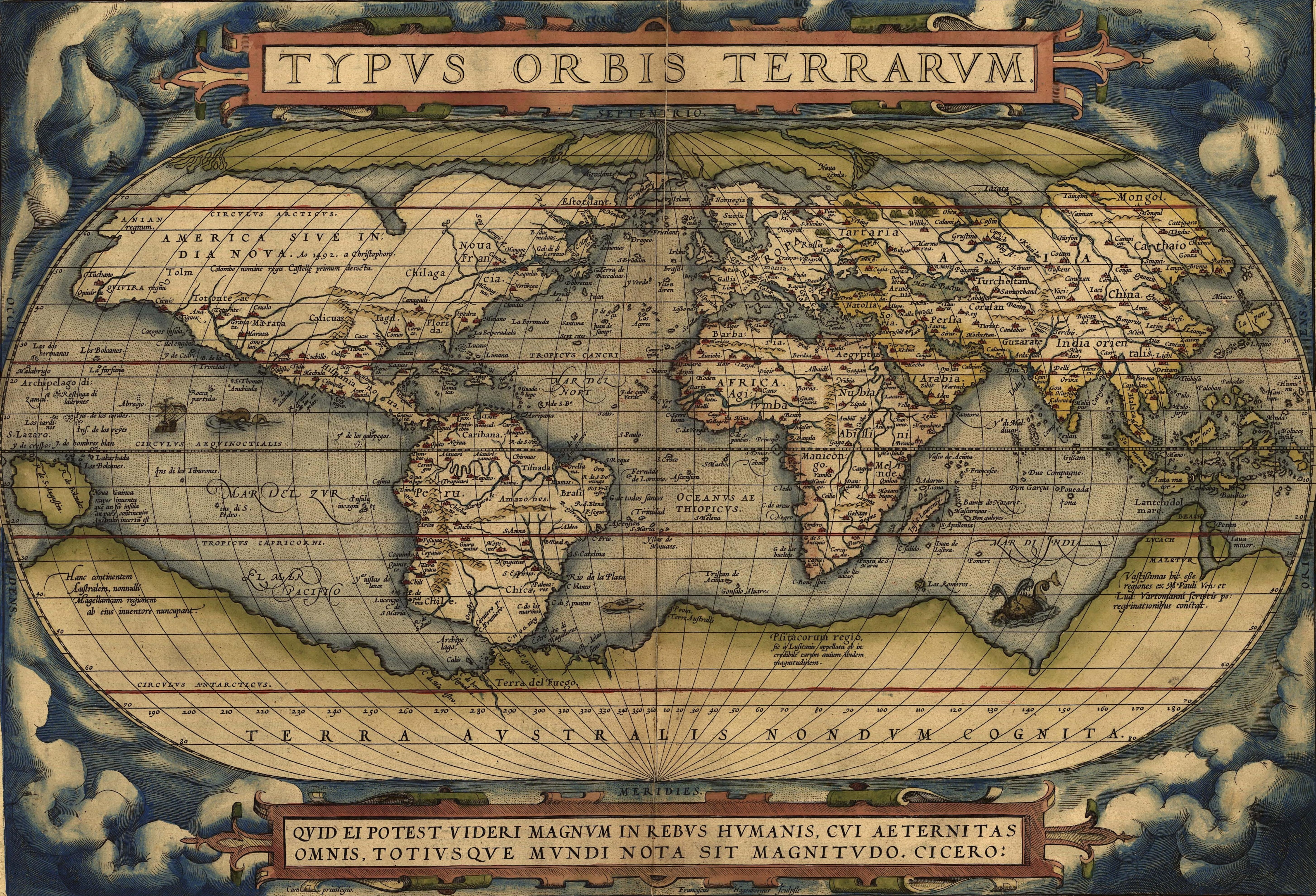
Geographische Karten veranschaulichen raumbezogene Daten und komplexe Zusammenhänge; sie sind somit ein Beispiel für Komplexitätsreduktion. Das Bild zeigt die Ortelius-Weltkarte Typvs Orbis Terrarvm von 1570.

Komplexitätsreduktion ist eine Selektion der tatsächlich in der Umwelt auftretenden und wahrnehmbaren Informationen, die sowohl von Lebewesen vorgenommen wird als auch bei sozialen Systemen auftritt. Technisch gesehen ist Komplexitätsreduktion eine Datenvorverarbeitung oder Filterung.

## Hintergrund und Beispiele
Ohne Komplexitätsreduktion würde (zumindest bei höher entwickelten Lebewesen, die zur Wahrnehmung vieler verschiedener Arten von Reizen imstande sind) zum einen Reizüberflutung auftreten, so dass die aus der Umwelt auf das Lebewesen einströmenden Informationen nicht oder nicht mehr sinnvoll verarbeitet werden könnten. Zum anderen dient sie der Ermöglichung oder Vereinfachung von Kommunikation.
Lebewesen und soziale Systeme können denselben Lebenssachverhalt auf unterschiedliche Weise in ihrer Komplexität reduzieren.
Komplexitätsreduktion ist grundsätzlich mit Informationsverlust verbunden. Wird die Komplexität des Systems selbst reduziert, so sinkt seine Anpassbarkeit an die Komplexität seiner Umwelt. Oft wird jedoch nur die Komplexität der Darstellung des Systems reduziert und die Komplexität des Systems selbst unverändert gelassen. Die Komplexitätsreduktion ist dann eine unumkehrbare Abbildung, die das Systemverständnis derer, die diese Darstellung nutzen, beschränkt.
In technischen Systemen erfolgt Komplexitätsreduktion durch verschiedene Arten von Filtern. Ein Beispiel ist die digitale Verarbeitung analoger Signale: Die größte im analogen Signal vorkommende Frequenz muss unterhalb der Hälfte der Abtastfrequenz liegen. Deswegen muss die Komplexität des analogen Signals mit einem Antialiasing-Filter im Frequenzbereich entsprechend reduziert werden, damit es im aufnehmenden Verarbeitungssystem nicht zu Fehlinformationen kommt.
In sozialen Systemen sind Wirtschaftsindikatoren ein Beispiel für Komplexitätsreduktionen. Diese Indikatoren werden aus einer Menge von Daten berechnet, die aus dem Indikator nicht mehr rückgerechnet werden können. Die Beobachtung von Wirtschaftsindikatoren kann der rückgekoppelten Steuerung der Komplexitätsreduktion dienen. Die Komplexitätsreduktion ist dann variabel: Beobachtet wird zunächst nur der Wirtschaftsindikator; wenn jedoch definierte Auffälligkeiten auftreten, kann entschieden werden, die Komplexitätsreduktion teilweise oder ganz zu umgehen und die einzelnen Daten mit höherem Aufwand genauer zu analysieren. Technisch gesehen entspricht eine solche variable Komplexitätsreduktion einer adaptiven Filterung.
Komplexitätsreduktion spielt in der Institutionenökonomik eine große Rolle. Sie dient als eine Erklärung für die Existenz von internen Institutionen.